# Csaba Center
A Csaba Center egy békéscsabai bevásárlóközpont, amely Magyarország legnagyobb, vidéken található ilyen jellegű intézménye. Mintegy 80 000 négyzetméter áll a vásárlók rendelkezésére parkolóházzal, valamint egy mozi is található a 2. emeleten a parkolóházhoz közel Center Mozi néven. 2007-ben az ország legjobb bevásárlóközpontjának választották.

## Fekvése

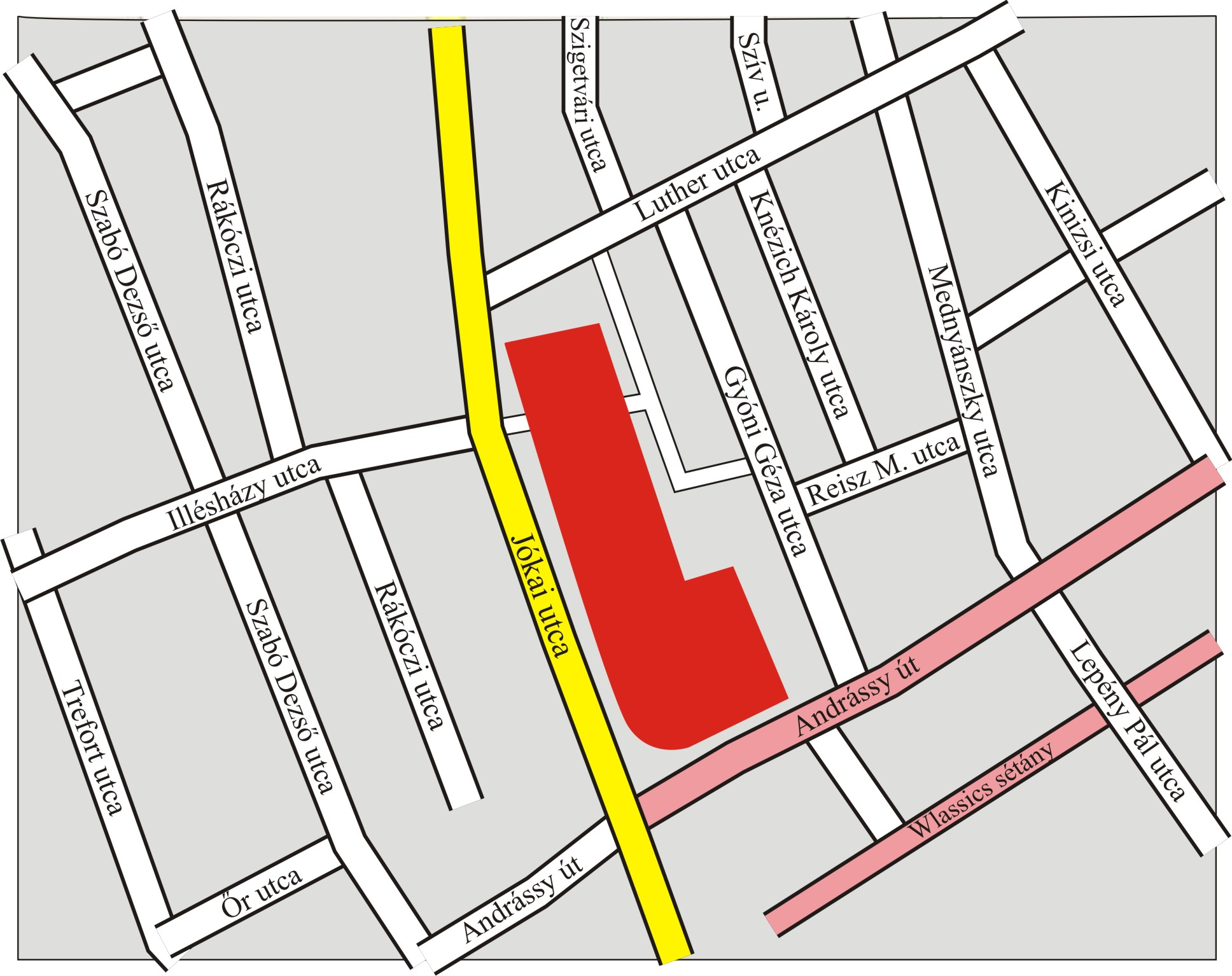
A Csaba Center elhelyezkedése

A megyeszékhely belvárosában, egészen központi helyen, az Andrássy út, Jókai, Luther és Gyóni Géza utcák által határolt téglalap alakú területen fekszik. Maga a bevásárlóközpont L alakú, leghosszabb oldala a Jókai utcára nyílik, míg a főbejárata az Andrássy-Jókai út sarkán van. Ezen kívül még három bejárattal is rendelkezik a komplexum, egy az Andrássy úton, kettő pedig a Jókai úton.
A Jókai utcán, közvetlenül a parkolóház mellett buszmegálló is helyet kap. Ezt a Volánbusz néhány helyi járata, egész pontosan az 5-ös, 8, 8A, 8V és 20-as jelzésűek érintik. Emellett néhány helyközi-országos (pl. Karcag) és regionális (pl. Békés, Füzesgyarmat, Vésztő) járat is érinti ezt a megállóhelyet.

## Története, építése
Békéscsabán már korábban, a '80-as évek közepén felvetődött egy bevásárlóközpont építése, a kiválasztott hely mindvégig a ma is használt terület volt. A pénzhiány, valamint a meglévő tervek hiánya, illetve a lassú kisajátítás akadályozta azonban a munkát. Bár a területen lévő, főként romák által lakott házak elbontása már a '80-as évek második felére befejeződött, sokáig torzón állt a terület.

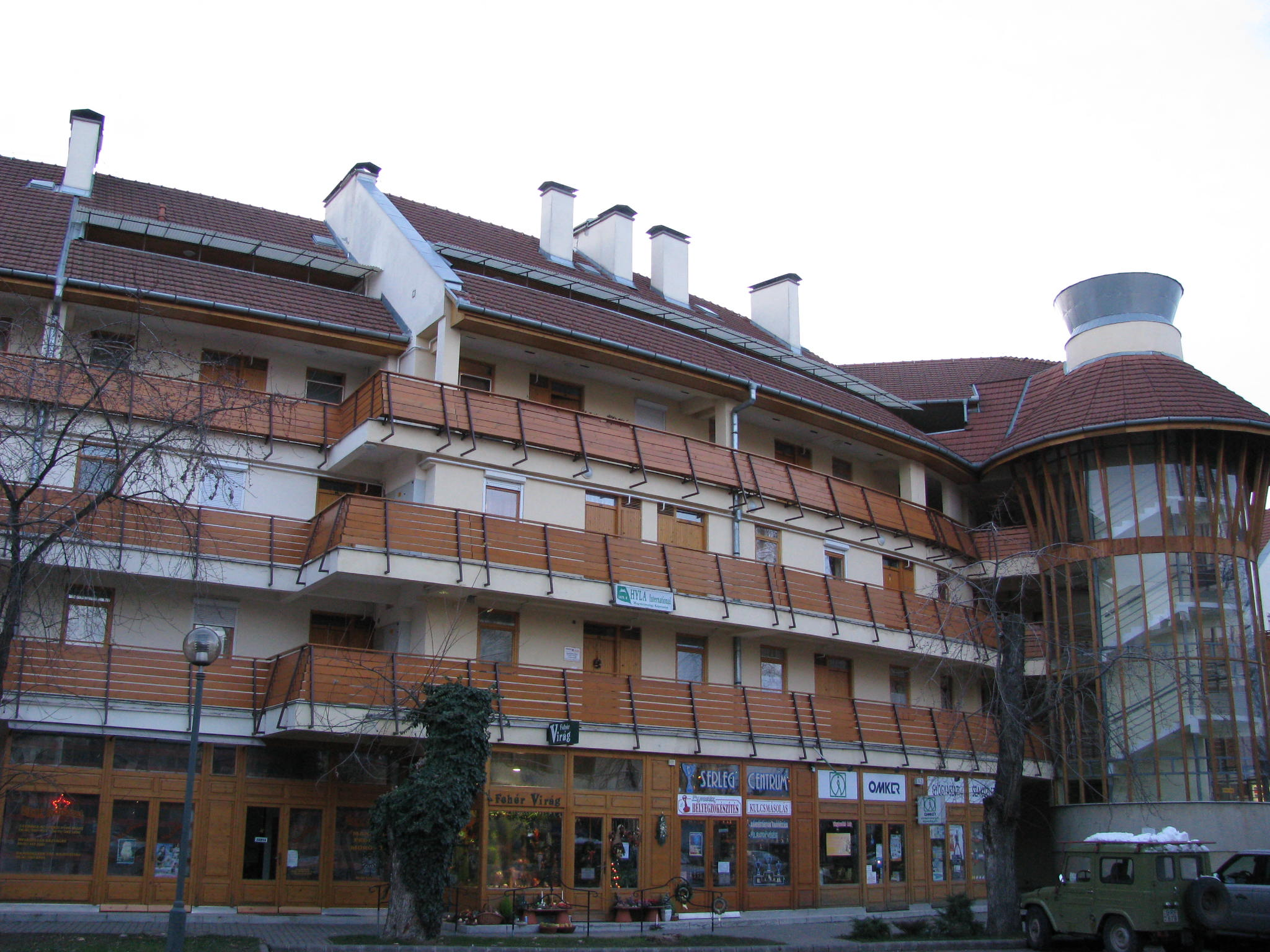
Az elsőként felépült rész, a BÁÉV által épített Gyóni Géza utcai lakóházak

1999-ben az Elektroház Kft., és az LBL Kft. megalapította a Csaba Center Invest Kft.-t az erőforrások koncentrálása érdekében. Innentől kezdve vett nagyobb lendületet az ügy, és a bankhitelek, valamint a finanszírozási gondok elhárulása után 2000 októberében ténylegesen meg is kezdődött az építkezés.
A munkákat először a BÁÉV Rt. kezdte meg, amely cég a terület hátsó részén, a Gyóni Géza utca felől elkezdte építeni a többemeletes lakóházakat. Ez is része volt a projektnek, de ez nem tartozik szorosan véve a Centerhez. Ezután gőzerővel megkezdődtek az üzletközpont munkálatai is, amelyek igen gyorsan haladtak, így 2001. november 23-án már át is adhatta azt Varga Mihály akkori pénzügyminiszter. Az L alakú épület a parkolóházzal együtt mintegy 50 000 m²-t tett ki, így már akkoriban az ország legnagyobb területű központjai között volt a Center.

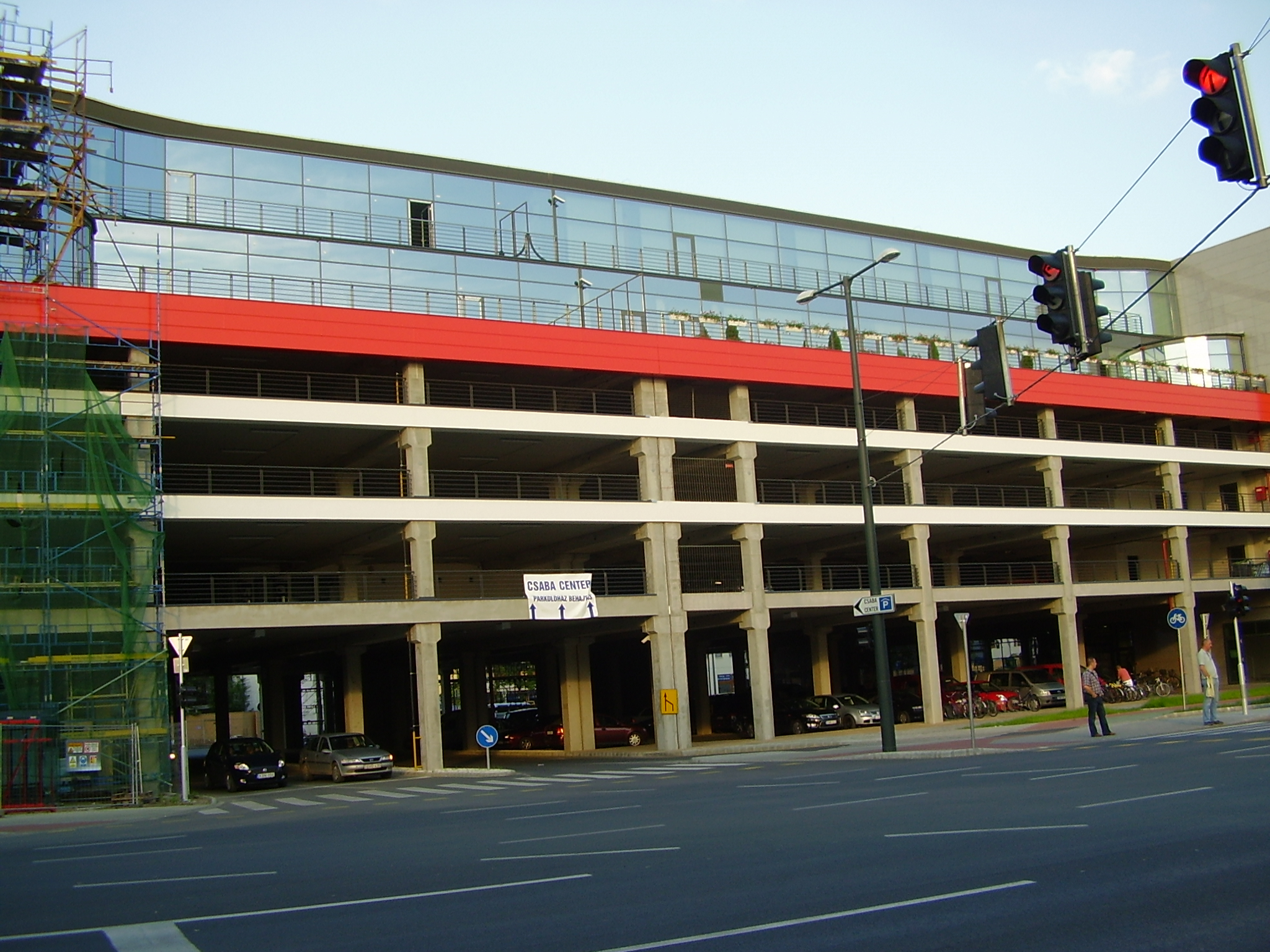
A Csaba Center nyugati oldala, a képen baloldalt még zajlik az építkezés, felül az üveges rész a bankműveleti központ, míg alul a kibővített, új parkolóház látható

Azonban a fejlődés ezzel nem ért véget, a beruházók és a város közösen a Centerbe csábította 2006-ban a Budapest Bank bankműveleti központját, amelynek külön részleget építettek a 3. emeleten, tovább bővítve az épületet. Az új központ akkoriban 250 embernek adott munkát. A költözést indokolta az alacsonyabb itteni bérköltségek, valamint a jó iskolai háttér és munkakultúra is. 2007-ben is tovább folytak a munkák, beköltözött több nagy üzletlánc is, ezzel átrendezések történtek, valamint tovább bővítették a bankműveleti központot. A még 2007-ben megkezdett újabb nagyszabású építkezés 2008-ra lett kész, ezzel újabb nagy volumenű fejlődést könyvelhetett el a Center, ugyanis új szárnyat nyitottak meg a Jókai utcára néző területen, míg a parkolóházat „arrébb tolták” a Luther utca irányába. Így a parkolóhelyek száma 450-ről 800-ra emelkedett, a foglalkoztatottak száma 2000-re ugrott, illetve a bankműveleti központban is 530-ra nőtt az alkalmazottak száma és ismét visszavette az „ország legnagyobb bevásárlóközpontja” képzeletbeli címet. A beruházás egy részét önerőből, míg másik részét hitelből biztosította a vállalkozás. Azonban a sok átalakítás miatt szükségessé vált a Jókai utca-Illésházy utcai forgalmi csomópont átépítése is, a Center ezt is saját erőből oldotta meg. Ezáltal könnyebben megközelíthetővé vált a parkolóház és környéke. Az üzemeltetők tervei szerint 2009-ben lesz esedékes a korábbi részek felújítása, habár azok sincsenek rossz állapotban. A fejlődés ezzel sem állt meg, ugyanis a tervek szerint a bővítéseknek, fejlesztéseknek köszönhetően 2009 végére már 700-at fognak dolgozni a bankműveleti központban, amit 2008 július 23-án adott át az Amerikai Egyesült Államok magyarországi nagykövete, April H. Foley.

## Az épület jellemzése

### Belső kialakítása

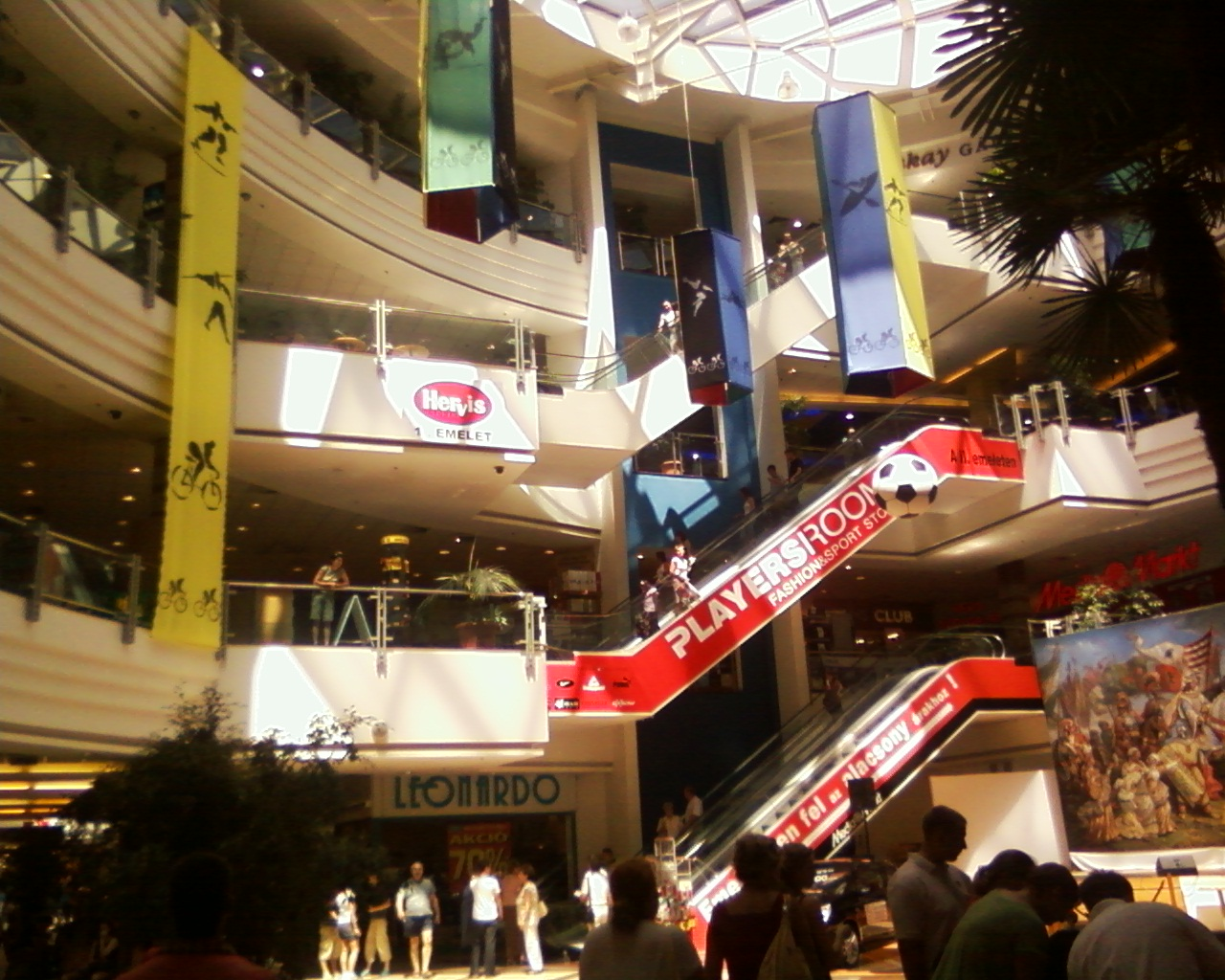
A Center belső tere

A Csaba Center háromemeletes, L alakú épület. Teljes összterülete 80 000 m². Az L betű képzeletbeli sarokpontjánál van a pláza központja, egy nagy, átriumos terület. Itt található a színpad, a két panorámalift, valamint a mozgólépcsők is. Mivel itt az emeletek nincsenek a nézelődő feje fölött, és az épület teteje itt üvegezett, ezért döntően természetes megvilágítás érvényesül, látni a szabad eget. Mivel az emeletek közti szintkülönbség is igen nagy, ezért igen jelentős a ház belmagassága is, kb. 18-20 méter. Az előtérből lehet megközelíteni a tűzlépcsőt. A ház légkondicionált, a földszinten található 4 bejárat közül kettő fotocellás forgóajtó rendszerűek, a többiek kézzel nyithatók. Minden emelet nyugati végében, a parkolóház felé találhatóak a mosdók. A beltér igen világos, jól átlátható, sok növénnyel.

### Külső

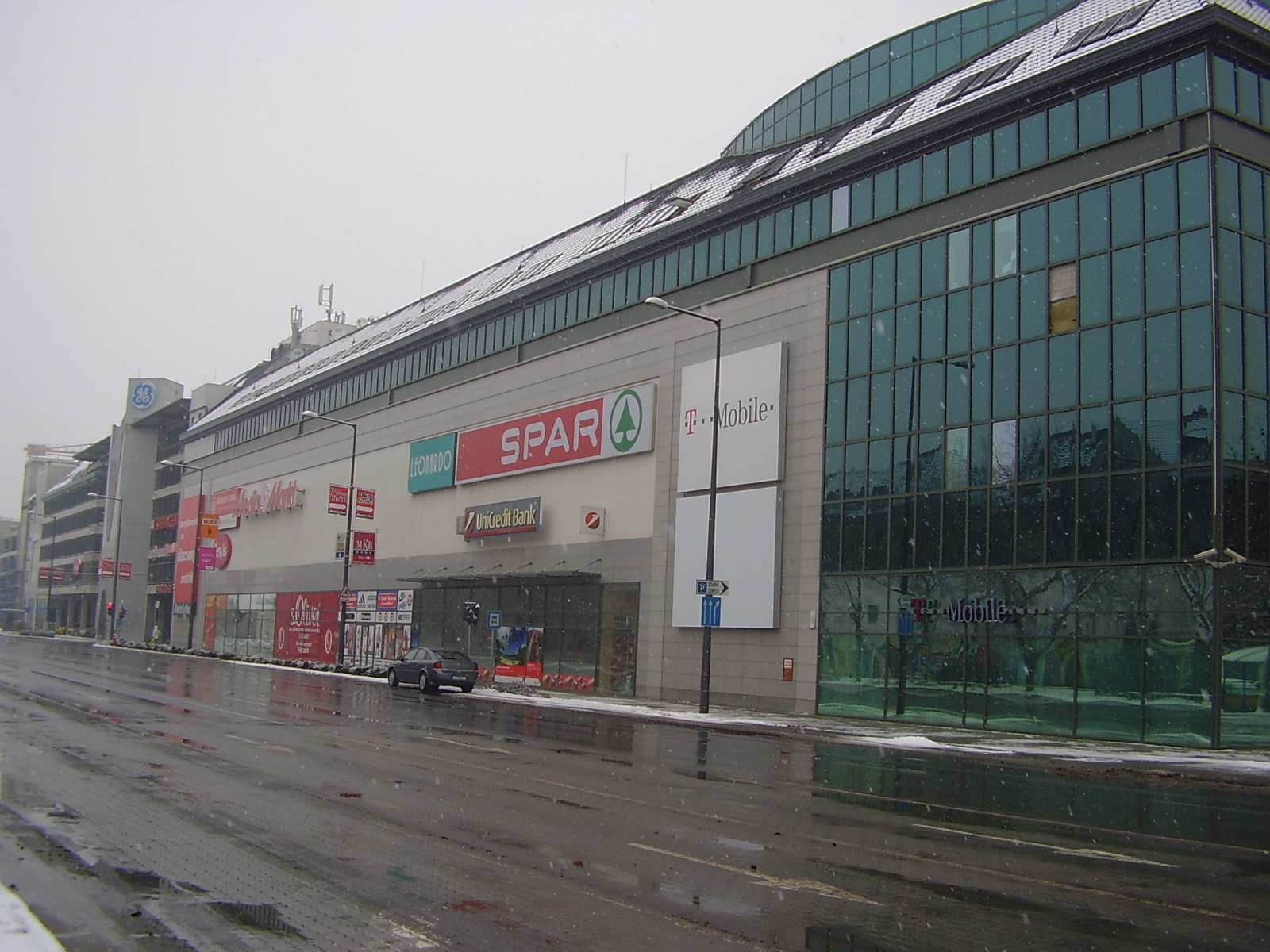
A Jókai utcai oldal, távolabb a parkolóház

Kívülről a Centert jellemzően gránitszürke kőlapok borítják, azonban a fő utcafrontokon a reklámtáblák helye miatt ezt elhagyták, így ott a fehér alapfesték tűnik elő. A főbejárat felett üveglapok borítják a házat, amelyre rendszeresen óriásreklámok kerülnek, advent idején pedig téli díszkivilágítást kap. Minden bejárat fölött piros neonfénnyel van kiírva a ház neve. A parkolóház nem burkolt, ott látszanak a csupasz falak.

## A ház által rendezett események
A megépülése után a Center minden évben szervezett úgynevezett „Center-napokat”, ami zenés koncertsorozat, rendezvények, látványosságok sora alkotott. Sok országos híresség is ellátogat ilyenkor ide, akik általában nagy létszámú koncerteket tartanak. Egy alkalommal  rendezték meg a „Center-Plázst”, amikor is homokos strandot varázsoltak a belváros betonrengetegébe, ahol strandfoci- és strandröplabdameccsek, laza nyári kulturális programok zajlottak. A nagy zajra hivatkozva a városvezetés 2008-ban csak olyan feltételekkel engedélyezte volna a rendezvény megszervezését, amit a Center nem tudott és nem akart vállalni. Sok nyereményjátékkal, „pénzesővel” is várják a látogatókat. Már hagyományosan a bevásárlócentrum mellett kerül megrendezésre minden év augusztusában a Lecsófesztivál.
Immát hagyomány, hogy tavasszal és ősszel a divat kerül a főszerepbe a Divatnapokon. Ezeken a hétvégén 30-40 divatbemutatón láthatók a legújabb modellek, amiket meg is lehet vásárolni. A műsorvezetők rendre sztárok, akik további sztárokat konferálnak fel a programok során.
2011.-ben jubileumi nyereményjátékot hirdettek, amely során egy üvegszéfből havonta egy millió forintot vihet el egy szerencsés nyertes, ha eltalálja a széfen lévő nyomógombok segítségével a széf kombinációját.